# 西村真
西村 真（にしむら まこと、1977年10月29日 - ）は、日本の俳優。2019年2月4日からは西村 真士（読み同じ）名義で活動している。エンドルフィン所属。
愛知県名古屋市出身。京都産業大学理学部物理学科卒業。身長173cm。血液型O型。

## 出演

### テレビ
- 金曜時代劇 柳生十兵衛七番勝負（2005年、NHK総合テレビ） - 前川役
- アストロ球団（2005年、テレビ朝日） - 流血三兄弟・ホープ 役
- 真夜中のマーチ（2007年、WOWOW） - サブ 役
- 大河ドラマ 風林火山（2007年、NHK総合テレビ） - 山高平左衛門 役
- 帝王（2009年、TBS）
- GTO（2012年、関西テレビ）
- 怪奇恋愛作戦（2014年、TV TOKYO）
- 雨と川の音（2015年、NHK BSプレミアム）
- 報道スクープSP（2016年、CX）再現V - 奈須田小隊長役
- Mr.サンデー（2017年、CX）再現V - 朝倉警部役
- 首領（2020年、CS） - 庄司満男役

### 映画
- 香港・日本合作映画 爆裂都市（2004年、サム・レオン監督）
- 新・影の軍団 第5章（2004年、宮坂武志監督）
- 猿飛佐助II 闇の軍団（2005年、宮坂武志監督） - 蜻蛉 役
- 親父（2007年、千葉真一・井出良英共同監督） - 前野 役
- クローズZEROⅡ（2009年、三池崇史監督）
- 静かなるドン新章vol.2（2010年、城定秀夫監督）
- 十三人の刺客（2010年、三池崇史監督）  - 明石藩士役
- 麻雀群狼記ゴロ（2011年、井出良英監督）
- 麻雀飛翔伝 哭きの竜 外伝（2011年、井出良英監督） - 天現寺守 役
- セカンドバージン（2011年、黒崎博監督）
- Like someone in love（2012、アッバスキアロスタミ監督）
- ザ・闇金融道part2（2013年、井出良英監督）
- コドモ警察（2013年、福田雄一監督）
- ハッピーネガティブマリッジ（2014年、横井健司監督）
- ある用務員（2021年、阪元裕吾監督）
- プリズナーズオブゴーストランド（2021年、園子温監督）
- 西成ゴローの四億円　死闘編（2021年、上西雄大監督）
- バイオレンスアクション（2022、瑠東東一郎監督）

### 舞台
- 劇団ごましお玄米舎『新・特攻野郎Aチーム』（2001年11月、池袋小劇場）
- 藤岡美暢作 二人芝居『THE 1st Floor』（2001年12月）
- 劇団ごましお玄米舎『わたし、うってます』（2002年5月、ウエストエンドスタジオ）
- SukibaSome『寸前家族』（2002年9月、江古田ストアハウス）
- 劇団ごましお玄米舎『イエス！イエス！イエス！』（2002年12月、ウエストエンドスタジオ）
- AIR STUDIO『SAKURA』（2008年3月）
- 獏天フィルム演劇企画部『外道ノ國ニ生マレテ』（2009年4月、ザムザ阿佐谷）
- 獏天フィルム演劇企画部『赤紙 JAPプライド』（2009年、スペース107）
- 獏天フィルム演劇企画部『無血』（2010年7月、ザムザ阿佐谷）
- 獏天フィルム演劇企画部『黒とシロ』（2011年、Geki地下Liberty）
- RISU PRODUCE『ぼくはだれ』取調室での攻防2011（2011年10月、シアター711）
- 獏天フィルム演劇企画部『Fという記号』（2012年、Geki地下Liberty）
- NanaProduce『失踪ライダー』（2013年、SPACE107）
- T2PRODUCE『熱海殺人事件～平壌から来た女刑事』（2013年、Geki地下Liberty）
- Yプロジェクト『幕末異聞 人斬りの恋』（2013年、博品館劇場）
- グループ虎『五稜郭残党伝』（2014年、俳優座劇場）
- A☆STEPS企画『斬劇 八犬伝』（2014年、座・高円寺2）
- PLAN P『夜を急ぐ者よ』（2015年、俳優座劇場）
- 『DOUBT A PRECONCEPTION-先入観を疑え-』（2015年、シアターミラクル）
- 86会Produce『おかえり』（2015年、ウエストエンドスタジオ）
- 演舞集団UTARI『ことだまのさきわう国にてなに想う』（2015年、伝承ホール）
- KY Produce『幾星霜』（2016年、萬劇場）
- Yプロジェクト『幕末異聞 人斬りの恋』（2016年、伝承ホール）
- 東京ストーリーテラー『リコリス～夏水仙』（2016年、シアターKASSAI）
- BELGANAL『蛇を産む』（2016年、Club Heavy Sick）
- 劇団ドガドガプラス『シン・浅草ロミオとジュリエッタ』（2017年、東洋館）
- グループK『夜光』（2017年、シアターχ）
- グループ虎『荒木町ラプソディー』（2017年、シアターχ）
- coconkukanunity『希望の家』（2017年、千本桜ホール）
- 劇団ドガドガプラス『人形の家～NEO TOKYO DOLLS～』（2018年、東洋館）
- 山本屋『かもめ』（2018年、VACANT）
- 『天下吹舞』（2018年、シアターχ）
- AlexandriteStage『The Great Gatsby In Tokyo』（2019年3月、DDD青山クロスシアター）
- NAOYA Produce『歪な日常』（2019年、参宮橋トランスミッション）
- NanaProduce『女は過去でできている』（2019年、ザ・ポケット）
- グループK『冀望の街』（2019年、中野あくとれ）
- フリーハンド・Yプロジェクト『沙也可～海峡を越えた愛～』（2020年、伝承ホール）
- フリーハンド・Yプロジェクト『沙也可～海峡を越えた愛～』（2021年、伝承ホール）
- THE☆JACABAL'S『真田黙示録』（2021年、シアターχ）